# Hyadesia uncinifer
Hyadesia uncinifer is een mijtensoort uit de familie van de Hyadesiidae. De wetenschappelijke naam van de soort is voor het eerst geldig gepubliceerd in 1889 door Megnin.